# Maniusz Waleriusz Maksimus Messala
Manius Valerius Maximus Messalla, polityk rzymski, konsul w 263 p.n.e.
Syn Marka Waleriusza Maksimusa Korwinusa konsula w 312, 289 i 286 p.n.e. Został wybrany na konsula w 263 p.n.e. razem z Markiem Otacyliuszem. Obu konsulom jako teren działania wyznaczono Sycylię jako że był to drugi rok pierwszej wojny punickiej. Ich kampania zakończyła się sukcesem,ponad sześćdziesiąt miast uznało supremację Rzymu, a król Syrakuz, Hieron II, zmuszony był do zawarcia pokoju. Marek Waleriusz został wyróżniony triumfem "nad Punijczykami i królem Sycylii, Hieronem". Z jego triumfem wiążą się dwa wyjątkowe upamiętnienia jego sukcesu. W Kurii Hostilli umieszczono malowidło przedstawiające zwycięską bitwę, pierwszy taki historyczny fresk w Rzymie. Na forum ustawiono kolumnę ze zdobycznym zegarem słonecznym. Uwolnienie Messany (dzisiejszej Mesyny) z blokady zyskało mu przydomek ('cognomen'), który z niewielkimi zmianami w pisowni (Messana - Messala) pozostał w rodzie Waleriuszów prawie 800 lat. W 252 p.n.e. Marek Waleriusz został cenzorem i w trakcie urzędowania zdegradował 400 ekwitów za zaniedbania na Sycylii.